# ERC Hannover Hurricanez
Die ERC Hannover Hurricanez sind Inline-Skaterhockeymannschaften aus Hannover, die als Abteilung des Eis- und Rollsport Club Hannover organisiert ist. Heimspielstätte ist die Sporthalle der IGS Mühlenberg im hannoverschen Stadtteil Mühlenberg. Aktuell stellen die Hannover Hurricanez zwei Herrenmannschaften, die auf regionaler Ebene in Niedersachsen spielen.

## 1. Mannschaft
In den Spielzeiten von 2001 und 2002 gelang dem Team, damals noch unter dem Namen ERC Hannover, der direkte Durchlauf von der Regionalliga bis in die Inline-Skaterhockey-Bundesliga. In ihren drei Spielzeiten in der höchsten deutschen Spielklasse konnten sich die Hannoveraner stets für die Play-offs qualifizieren. Dabei erreichten sie unter anderem zweimal das Halbfinale.
Zur Saison 2006 kehrte der Verein jedoch zurück in die drittklassige Regionalliga. Ursache hierfür war, dass die Lizenz für die 1. Bundesliga nicht mehr getragen werden konnte und diese an die Bissendorfer Panther aus der Wedemark ging. Die Gemeinde Wedemark ist Teil der Region Hannover und liegt nur 20 km nördlich vom Stadtgebiet, sodass viele Leistungsträger ebenfalls dorthin wechselten.
2018 zog sich der Klub aus der Regionalliga in die Landesliga Niedersachsen zurück.
| Saison | Liga                   | Hauptrunde | Playoffs      |
| ------ | ---------------------- | ---------- | ------------- |
| 2001   | Regionalliga Nord-Ost  | 1.         | Aufstieg      |
| 2002   | 2. Bundesliga Nord     | 1.         | Aufstieg      |
| 2003   | 1. Bundesliga Nord     | 4.         | Halbfinale    |
| 2004   | 1. Bundesliga Nord     | 1.         | Viertelfinale |
| 2005   | 1. Bundesliga Nord     | 2.         | Halbfinale    |
| 2006   | Regionalliga Nord-West | 4.         |               |
| 2007   | Regionalliga Nord-West | 2.         |               |
| 2008   | Regionalliga Nord-West | 1.         |               |
| 2009   | 2. Bundesliga Nord     | 7.         |               |
| 2010   | 2. Bundesliga Nord     | 8.         |               |
| 2011   | Regionalliga Nord      | 3.         |               |
| 2012   | Regionalliga Nord      | 1.         | Aufstieg      |
| 2013   | 2. Bundesliga Nord     |            |               |

## 2. Mannschaft
Nach dem Aufstieg zur Saison 2014 in die Regionalliga Nord erreichte das Team direkt den zweiten Tabellenplatz (von 7 Mannschaften) und somit die Vizemeisterschaft.
Zur Saison 2015 wurde die Liga auf 12 (bzw. 11) Vereine aufgestockt. (Die Pumpkins Oldenburg traten während der laufenden Saison vom Spielbetrieb zurück) Am Ende dieser Spielzeit stand das Team auf dem 6. Tabellenplatz.
Zudem erreichte man nach Siegen über die Empelde Maddogs und den Bockum Bulldogs II das Achtelfinale (Niederlage gegen die Paderborn Rogues) im ISHD-Pokal.